# Käringasjön (Vrigstads socken, Småland)
Käringasjön är en sjö i Sävsjö kommun i Småland och ingår i Lagans huvudavrinningsområde. Sjön har en area på 0,0721 kvadratkilometer och ligger 232,3 meter över havet.

## Delavrinningsområde
Käringasjön ingår i det delavrinningsområde (636430-141670) som SMHI kallar för Ovan 636092-141789. Medelhöjden är 263 meter över havet och ytan är 43,39 kvadratkilometer. Det finns inga delavrinningsområden uppströms utan avrinningsområdet är högsta punkten. Bodaån som avvattnar avrinningsområdet har biflödesordning 3, vilket innebär att vattnet flödar genom totalt 3 vattendrag innan det når havet efter 212 kilometer. Delavrinningsområdet består mestadels av skog (80 procent). Avrinningsområdet har 0,99 kvadratkilometer vattenytor vilket ger det en sjöprocent på 2,3 procent.